# Tschisi
Tschisi war eine Marke für ein Speiseeis-Produkt des Unilever-Konzerns, welches in Österreich von Eskimo in den Jahren 1990 bis 1999 und auch kurze Zeit in Deutschland vermarktet wurde. In Österreich genießt es Kultstatus.
Tschisi ist eine Eiscreme mit Vanille-Geschmack am Holzstiel, dessen Eisoberfläche mittels „Pressure Forming“ mit runden Einkerbungen versehen ist. Durch die gelbe Farbe und die Einkerbungen erinnert das Eis an ähnliche Merkmale aufweisende Käsesorten (beispielsweise Emmentaler), weshalb der Name Tschisi an das englische Wort für Käse, „cheese“, angelehnt ist. 
Das Eis wurde 1989 als Kleineis für die Zielgruppe der Kinder entwickelt und bis 1999 mit großem Erfolg in Österreich vermarktet. 1999 wurde es nach Rückgang der Nachfrage aus dem Sortiment genommen.

## Comeback
Schon kurz nachdem das Eis aus dem Handel genommen worden war, gab es Bewegungen, die das Eis zurückforderten, entweder durch Petitionen oder auch Zeitungseinträge. Diese waren jedoch nicht erfolgreich.
Am 18. Oktober 2012 gründete der Salzburger Peter Brandlmayr die Facebook-Seite „Wir wollen das Tschisi-Eis zurück“, die Anfang März 2013 über 88.000 Unterstützer hatte. Eskimo reagierte anfangs mit Absagen, da das Eis technisch nicht nach aktuellen Sicherheitsstandards produzierbar sei. Laut ihren Aussagen brechen die Holzstäbchen beim Pressen der Löcher. Eskimo teilte auf der eigenen Facebook-Seite zu Weihnachten 2012 mit, dass man alles zur Wiedereinführung des Tschisi unternehme, jedoch betonte man, noch nicht sagen zu können, ab wann es wieder im Handel erhältlich sein werde.
Zwischen Jänner und März 2013 berichteten auch Medien von den aktuellen Entwicklungen auf der Facebook-Seite, so etwa der Kurier, die Salzburger Nachrichten, die Zeitschrift News oder auch Life Radio, Radio Arabella und Radio 88.6. Das Puls 4 Fernsehformat Café-Puls berichtete am 15. Jänner 2013 von dieser Aktion. Sehr viel Unterstützung kam auch vom Regionalradiosender Welle 1 und deren Moderator Georg Pollak.
Am 13. Februar 2013 gab Eskimo auf seiner Facebook-Seite bekannt, „Tschisi“ wieder zu produzieren und bereits im März 2013 wieder in originaler Verpackung, Farbe und Geschmack auf den Markt zu bringen. Jedoch wird das Eis vorerst ohne die charakteristischen Löcher verkauft werden, weil es die dafür nötige Maschine nicht mehr gibt.
Nach dem Verkaufsstart am 4. März 2013 wurden laut Eskimo in den ersten sieben Tagen über 1,7 Mio. Tschisi abgesetzt. Diese Stückzahl wird bei anderen Eissorten im Schnitt innerhalb eines ganzen Jahres verkauft.
Wenige Jahre nach dem Comeback wurde die Produktion sowie der Verkauf von "Tschisi" erneut eingestellt.